# Хокер вудкок
Хокер вудкок (енгл. Hawker Woodcock) је једноседи британски ноћни ловац који је производила фирма Хокер (енгл. Hawker). Први лет авиона је извршен 1923. године. 

Израђен је 61 примерак верзије Вудкок II, који су кориштени до 1928, а понеки примерци и до 1936. За Данску је израђен модификовани Хокер денкок.
Највећа брзина авиона при хоризонталном лету је износила 227 km/h.
Распон крила авиона је био 9,91 метара, а дужина трупа 7,98 метара. Празан авион је имао масу од 914 килограма. Нормална полетна маса износила је око 1351 килограма. Био је наоружан са два митраљеза калибра 7,7 милиметара Викерс.

## Наоружање
| Наоружање авиона: Хокер        |     |
| Ватрено (стрељачко) наоружање  |     |
| Топ                            |     |
| Митраљез                       |     |
| Број и ознака митраљеза        | 2   |
| Калибар                        | 7,7 |
| Бомбардерско наоружање (бомбе) |     |
| Ракетно наоружање (ракете)     |     |